# Planernaja
Planernaja in russo Планерная? è il capolinea settentrionale della Linea Tagansko-Krasnopresnenskaja, la linea 7 della Metropolitana di Mosca. Aperta il 30 dicembre 1975, rappresenta la sezione finale dell'estensione nord del ramo Krasnopresnenskij. L'architetto Trenin ricoprì i pilastri in marmo bianco, il pavimento in granito nero e decorò le mura con motivi geometrici di grande precisione formati dai colori bianco, blu, grigio e giallo. Tutti questi particolari conferiscono alla stazione un aspetto molto luminoso e chiaro.
A causa della fine delle politiche economiche nella metropolitana, la stazione ha due ingressi in superficie, che portano alle vie Fomicheva e Planernaja, presso il Canale di Mosca.
A nord della stazione vi è il deposito Planeroye, che è stato inaugurato insieme alla stazione. Planernaja è stata la stazione più a nord di Mosca finché non è stata aperta la stazione Medvedkovo nel 1978. Il traffico quotidiano di utenti è di 49.300 persone.
Vi è confusione riguardo alla pronuncia del nome della stazione, cioè se debba dirsi PlAnernaya o PlanYOrnaya: la prima implica correlazione al tema dell'aviazione, mentre il secondo ha collegamenti con la carpenteria, collegata al fatto che il villaggio originario, Planyornoe, prima della sua annessione all'interno di Mosca, era famoso per i suoi carpentieri.
Dalla stazione Planernaja partono gli autobus della linea n.948 per l'aeroporto di Mosca-Šeremet'evo.